# ماركوس موينج
ماركوس موينج (بالإنجليزية: Markus Moenig)‏ (بالألمانية: Markus Mönig)‏ وهوعالم حاسوب كما يعمل في ريادة أعمال. وهوالرئيس التنفيذي لشركة BrainDistrict GmbH، وهي شركة لتصنيع البرمجيات الرسومية. وكان مؤسس شركة ماينسيسبت، وهي شركة لتطوير برامج ترميز الصوت التي حصلت عليها شركة DivX في عام 2007.

## حياته
بدأ ماركوس مبكرًا من خلال تطوير برامج ترميز الفيديو IP. في عام 1993، أسس هو وتوماس زابل، خلال أيام دراسته، شركة ماينسيسبت لتصبح موفرًا مهيمنًا لترميز الصوت. حصلت الشركة على اعتراف من خلال تطوير برامج ترميز الصوت والتي تم ترخيصها في منتجات العديد من الشركات بما في ذلك أدوبي سيستمز. تم شراء شركة ماينسيسبت من شركة DivX، Inc. في نوفمبر 2007 مقابل 22 مليون دولار أمريكي. في الوقت نفسه انضم ماركوس إلى Divx وبعد فترة وجيزة أصبح نائب الرئيس الأول ومدير التكنولوجيا التنفيذي لشركة CTO في فبراير 2008. خلال فترة ولايته، كان تركيزه على دمج تقنية الفيديو الرقمية أتش 264 في خط منتجات Divx. تم تطبيق التقنية لاحقًا في Divx 7 وتم إصدارها في يناير 2009. استقال ماركوس من Divx بعد فترة وجيزة في ديسمبر 2008 من أجل إيجاد فرص تنظيم المشاريع في بلده. في عام 2009، أسس ماركوس شركة BrainDistrict Gmbh، وهي شركة لتصنيع برامج الرسومات الحاسوبية ثلاثية الأبعاد .